# Jardín Botánico de Val Rahmeh
El Jardín Botánico de Val Rahmeh (en francés: Jardin botanique du Val Rahmeh también denominado como Jardin botanique exotique de Menton), es un jardín botánico de unos 11,000 m² de extensión que forma parte del Muséum national d'histoire naturelle (MNHN), en Menton, Francia.

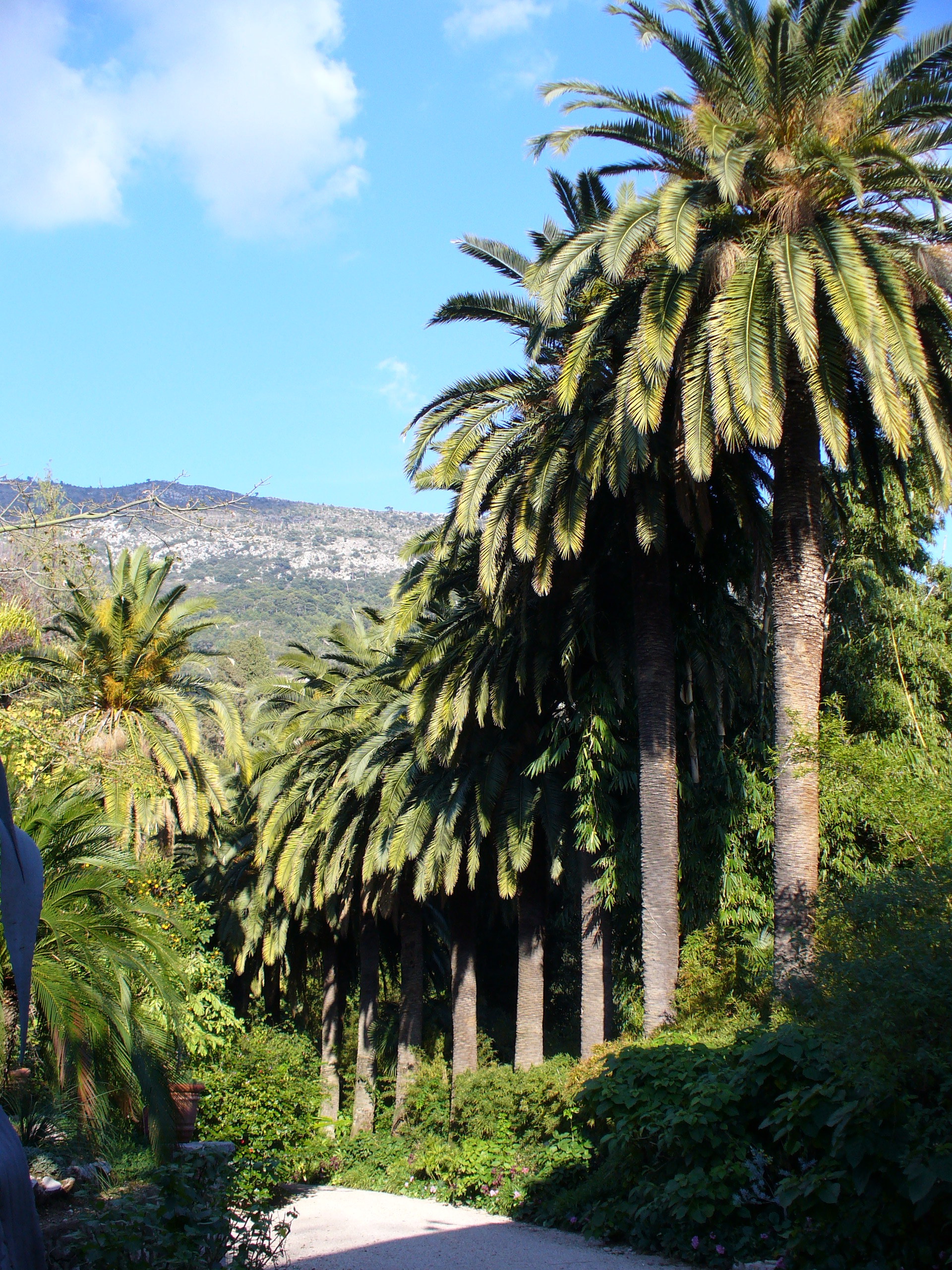
Paseo de palmeras en Val Rahmeh.

## Localización
Jardin botanique du Val Rahmeh Avenue St Jacques, Menton, Alpes-Maritimes, Provence-Alpes-Côte d'Azur, France-Francia.
Planos y vistas satelitales.43°47′5.01″N 7°30′40.2″E / 43.7847250, 7.511167
Está abierto a diario excepto los martes, se paga una tarifa de entrada.

## Historia
Este jardín forma parte de una propiedad construida por la familia Monleón de Menton en el siglo XIX.
En 1905, es readquirida por Lord Percy Radcliffe, antiguo gobernador de Malta, cuya esposa se llamaba Rahmeh, de ahí el nombre de la villa.
La nueva pareja se afanan en aumentar el edificio pero sobre todo el jardín, adquiriendo tierras vecinas.
Se preservan algunos de los olivares cultivados sobre las tierras adquiridas, y hacen sobre todo cultivar distintas plantas mediterráneas.
En 1957, la propiedad es comprada a su vez por el botánico Maybud Campbell, que aumenta y mejora aún; especialmente está interesada por especies del género Datura.
El 3 de marzo de 1966, vende la finca al Estado que lo destina al Ministère de l'Éducation Nationale luego para el Muséum national d'histoire naturelle.
En 1967, el jardín fue abierto al público. Desde la reorganización del MNHN en 2001, está vinculado al Departamento de los jardines botánicos y zoológicos del Museo.

## Colecciones
El jardín posee a la vez plantas mediterráneas y plantas más exóticas, en particular, originarias de la isla de Pascua.
A los olivares y daturas presentes antes de la transferencia al MNHN se añadieron otras plantas pertenecientes a los géneros Lotus) y chorisia.
Incluye especímenes de varias plantas extintas en su medio natural, en particular el Sophora toromiro
Algunos especímenes en el "Jardin botanique du Val Rahmeh".

Especímenes
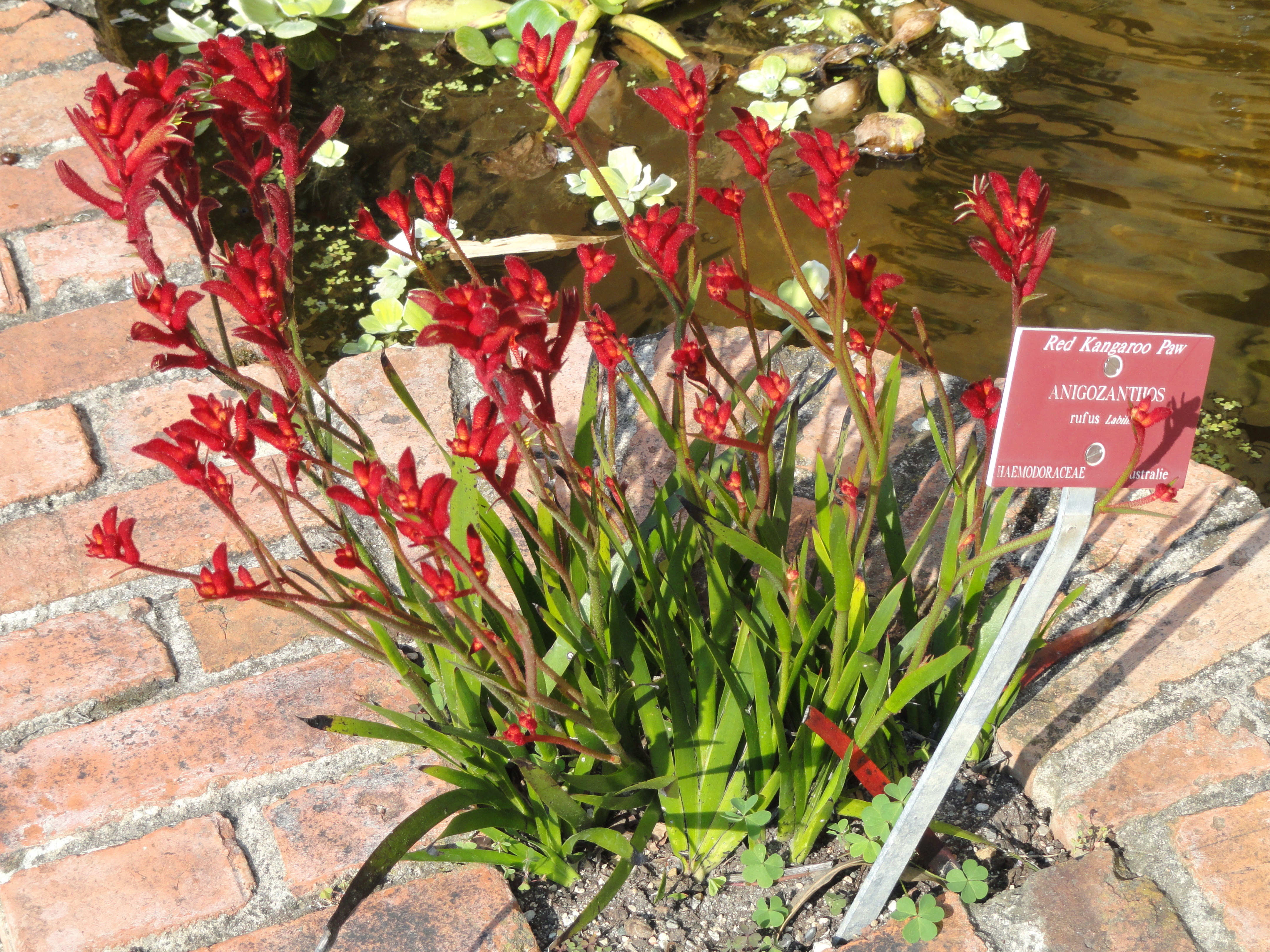
Anigozanthos rufus
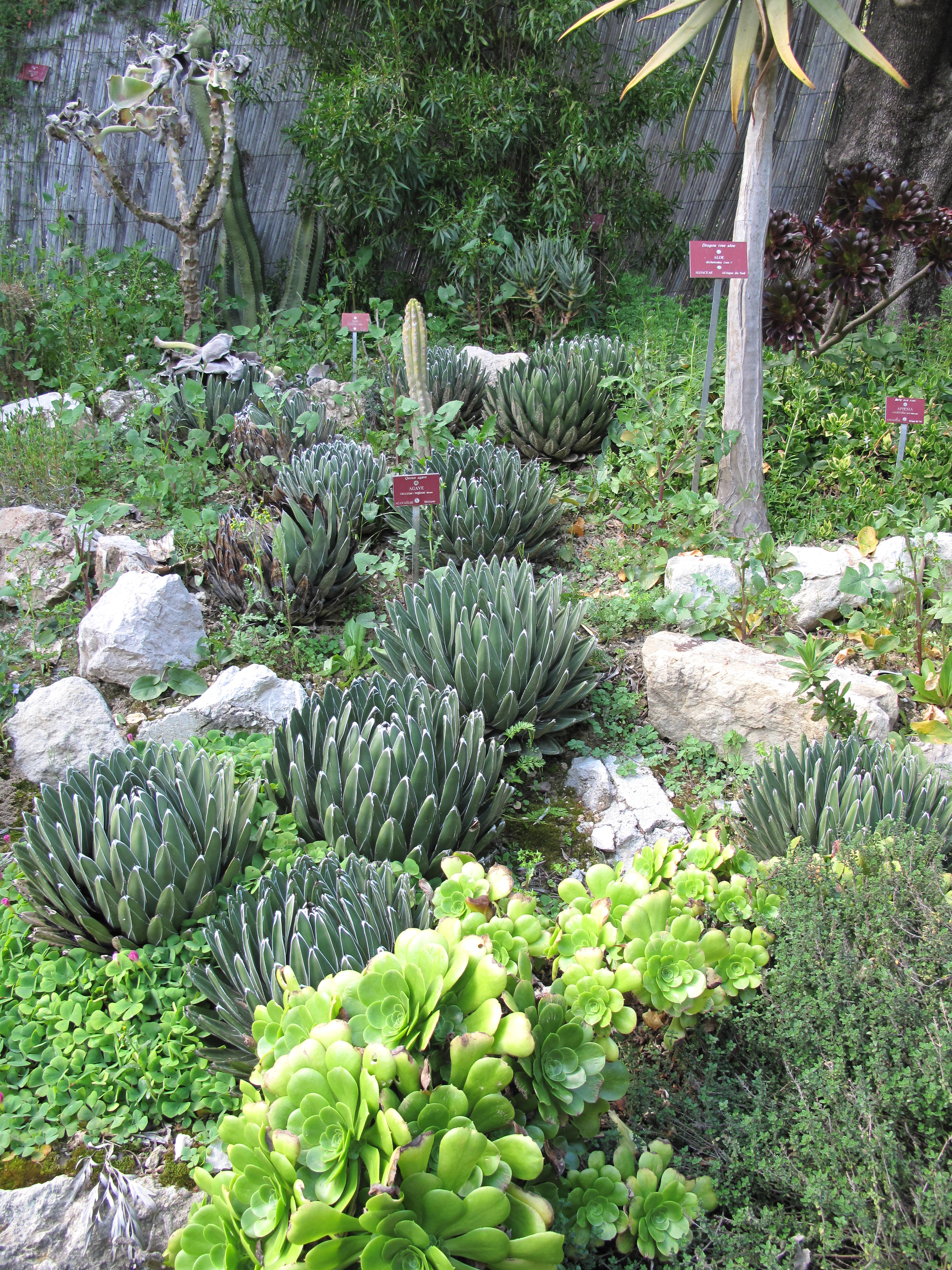
Agave y Aeonium.
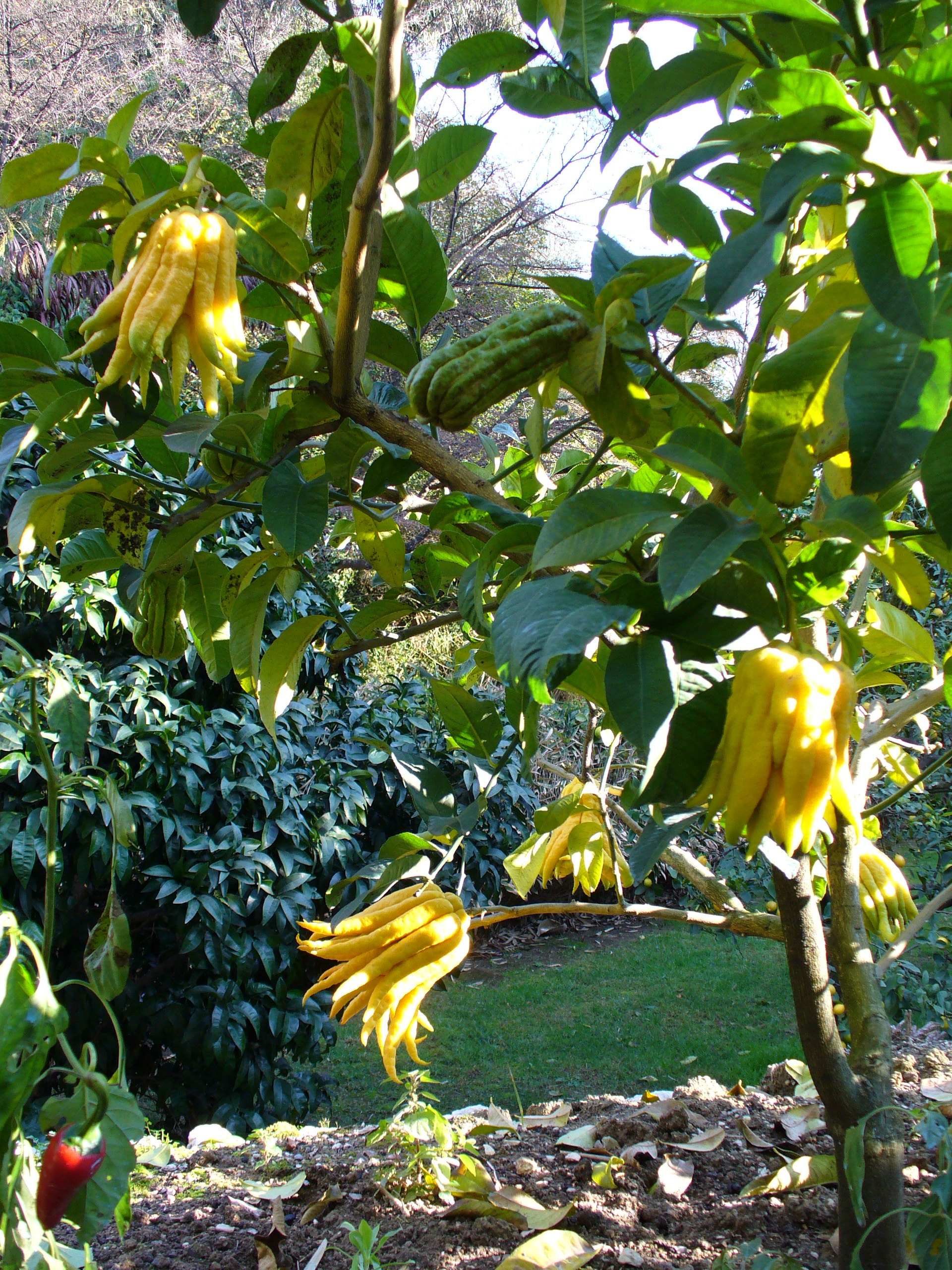
Citrus medica var. digitata en Val Rahmeh.
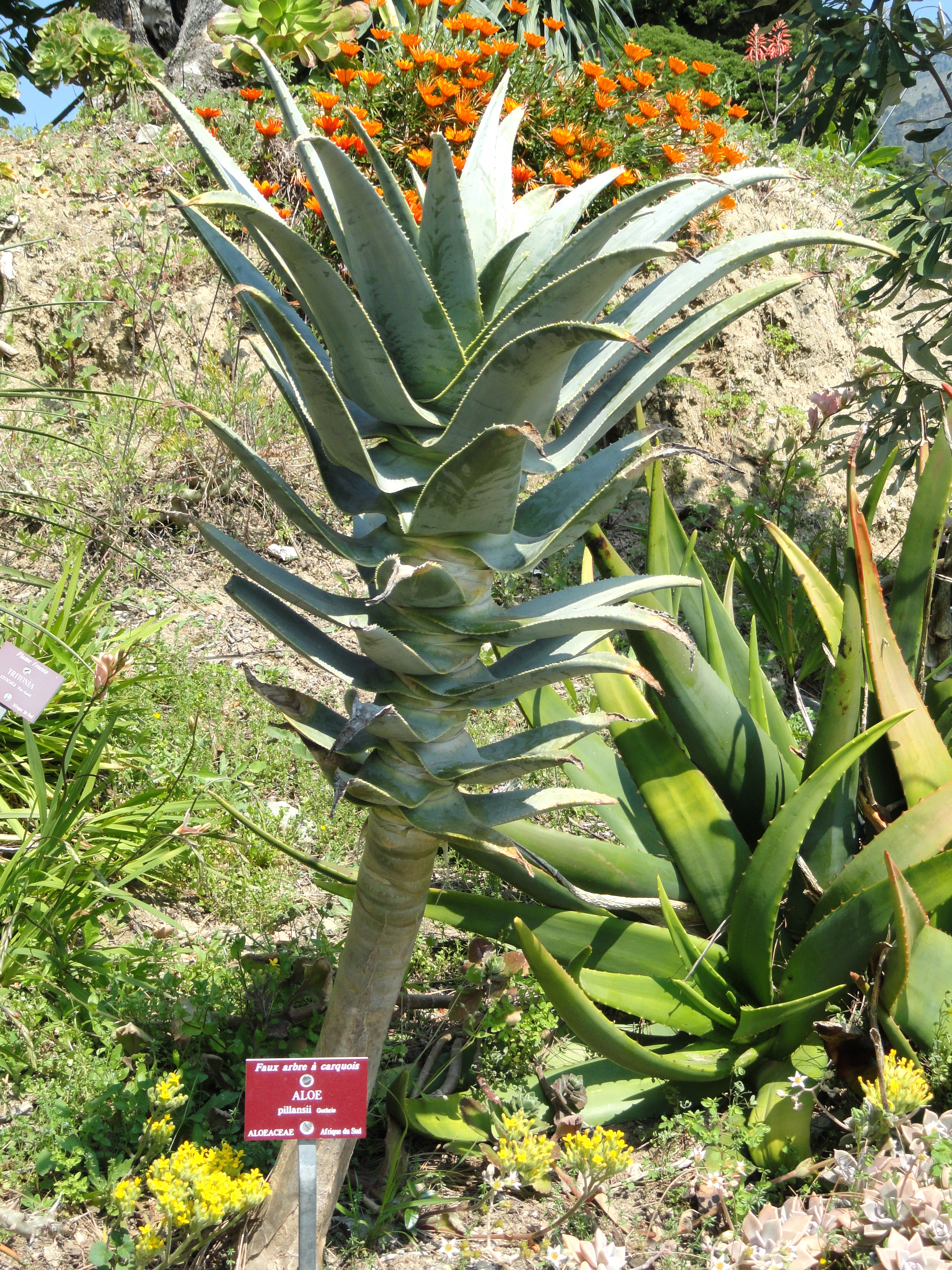
Aloe pillansii
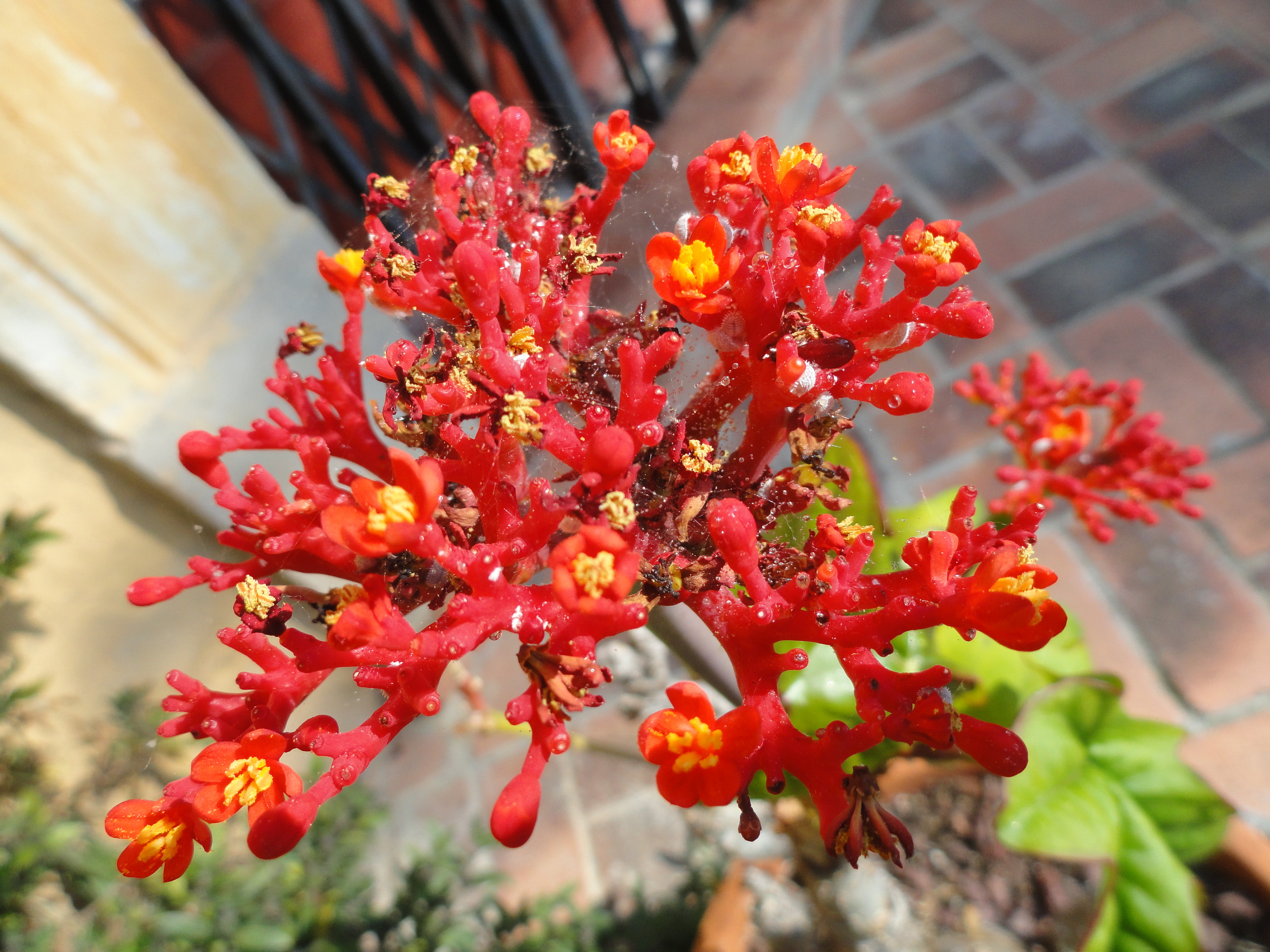
Jatropha podagrica
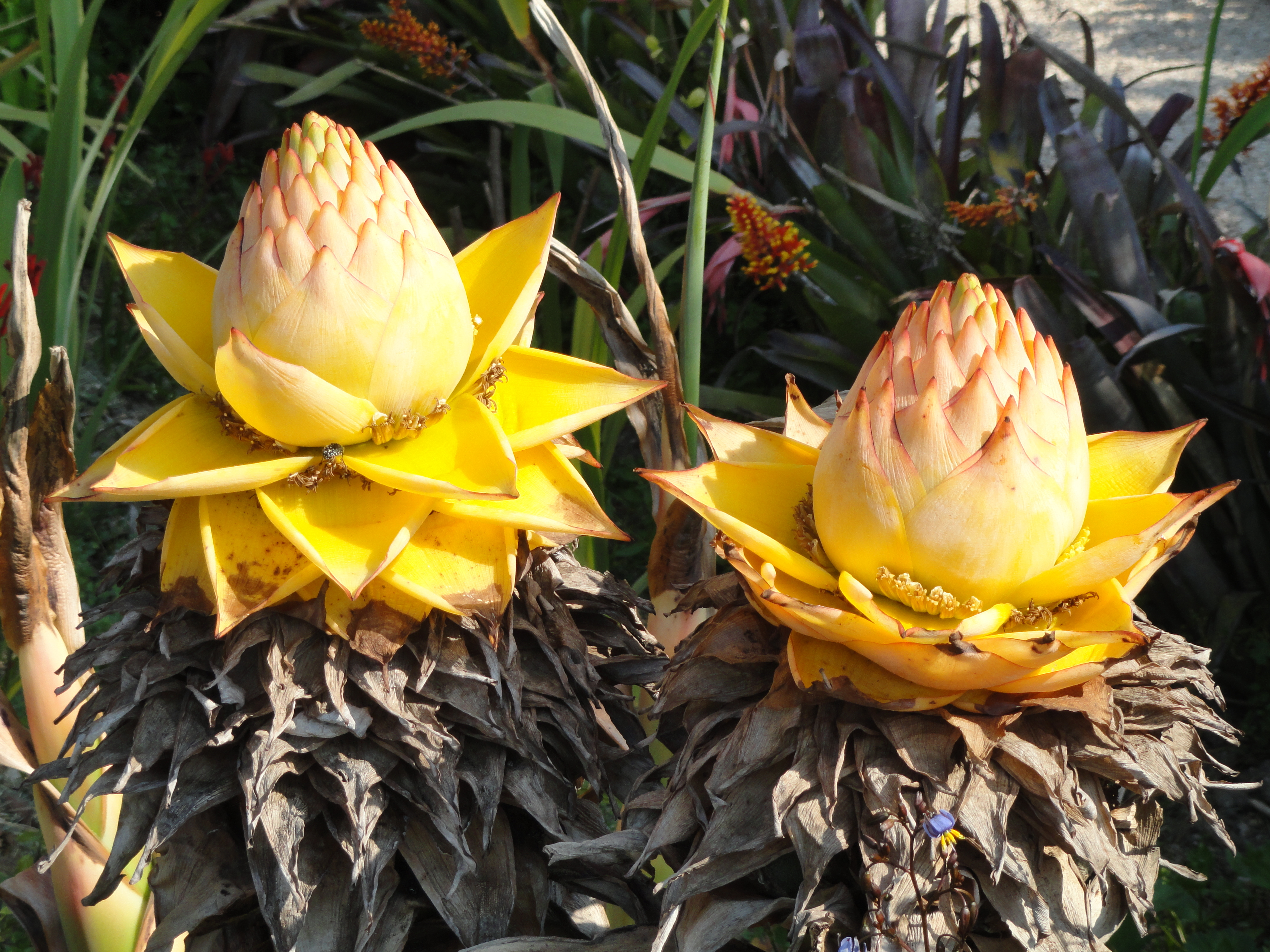
Musella lasiocarpa
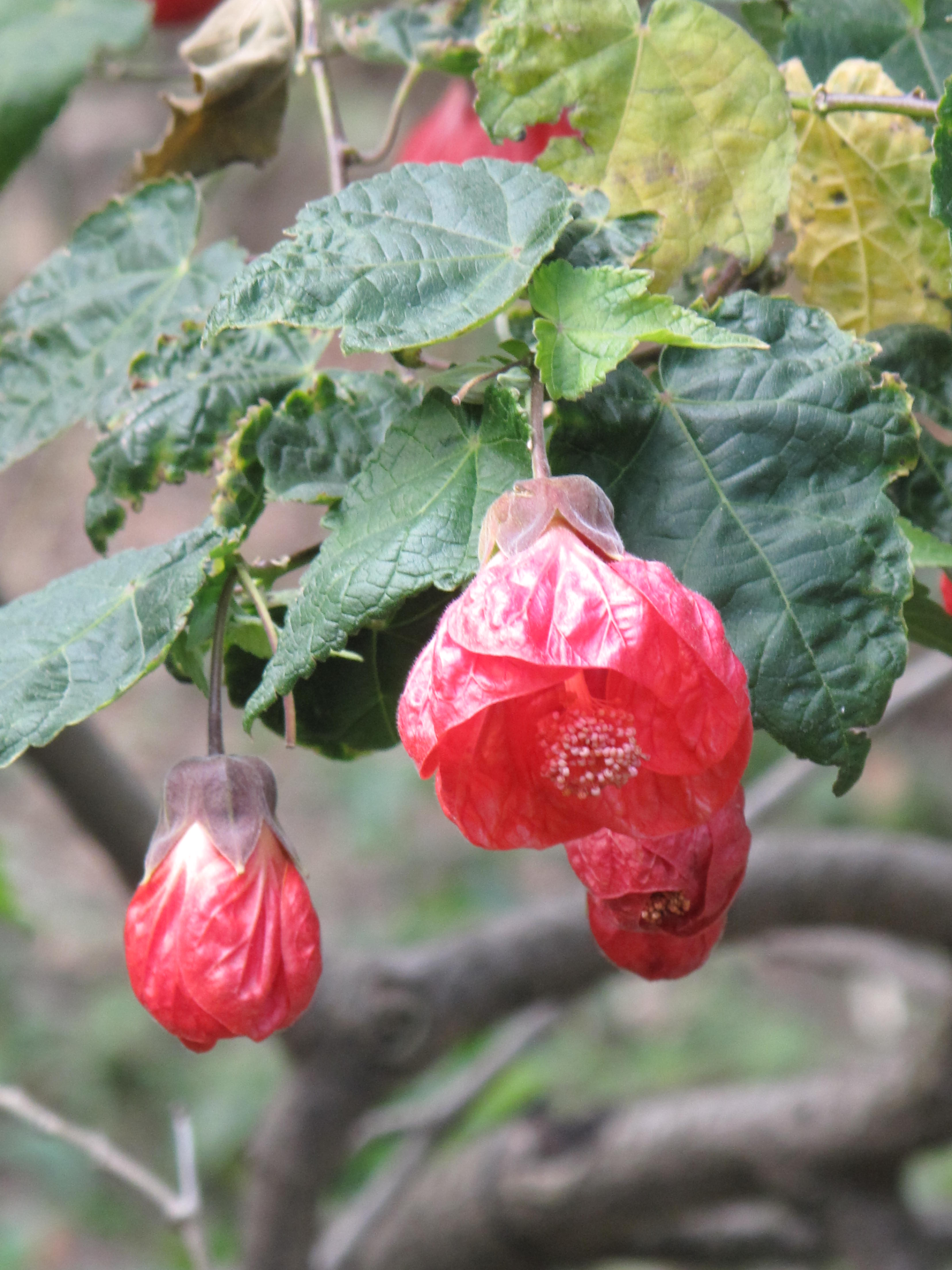
Abutilon striatum
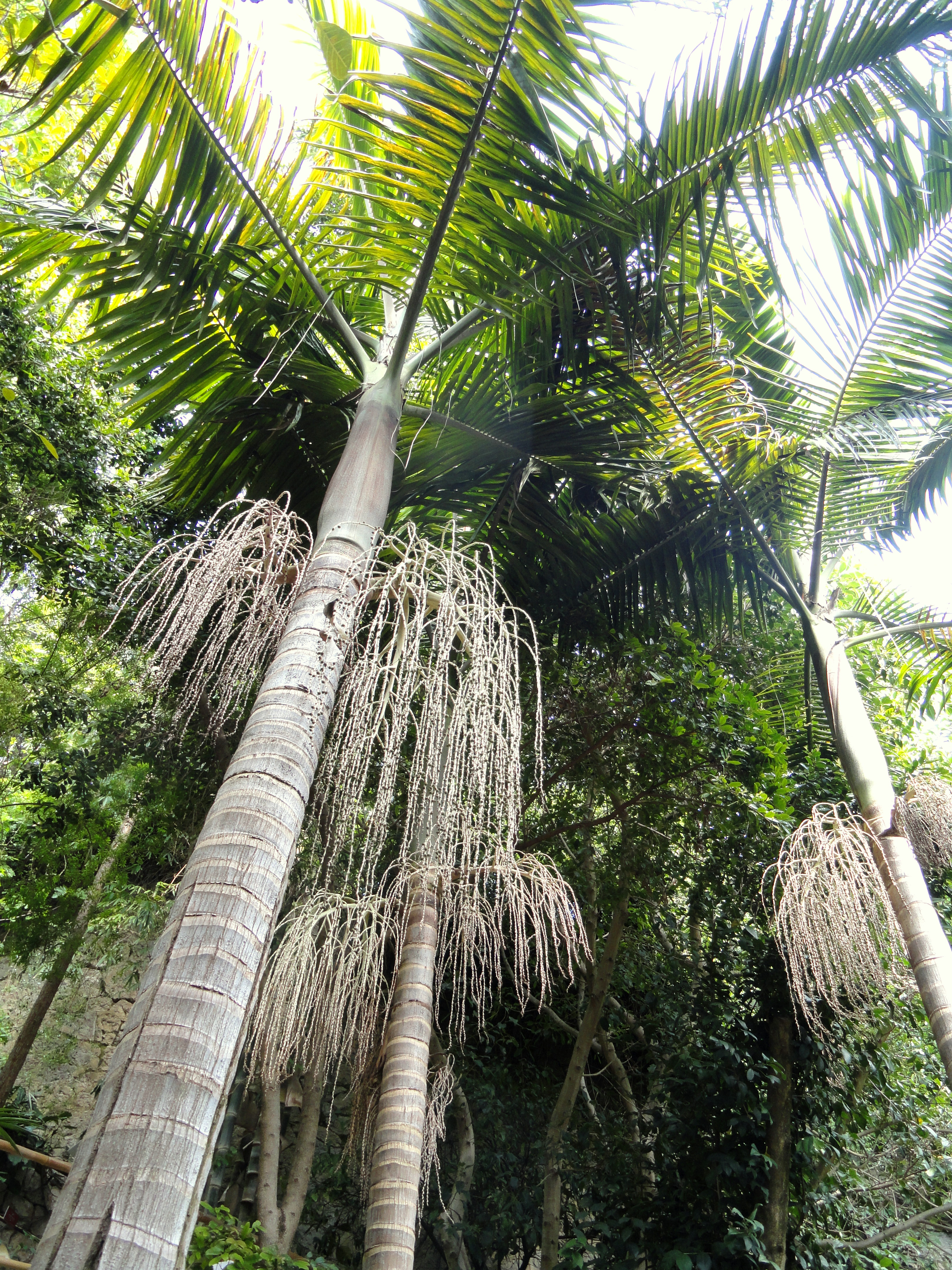
Archontophoenix cunninghamiana
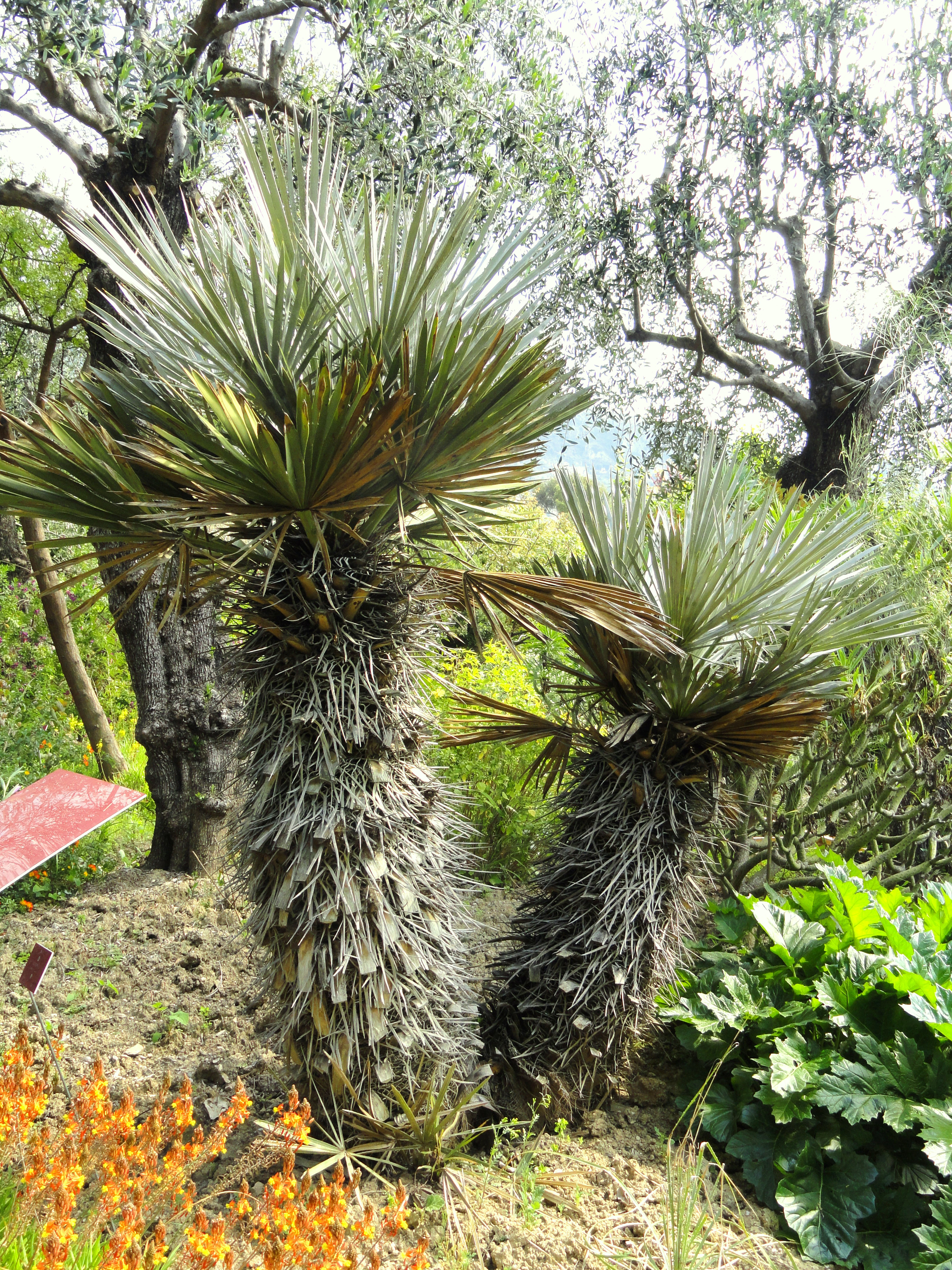
Trithrinax campestris
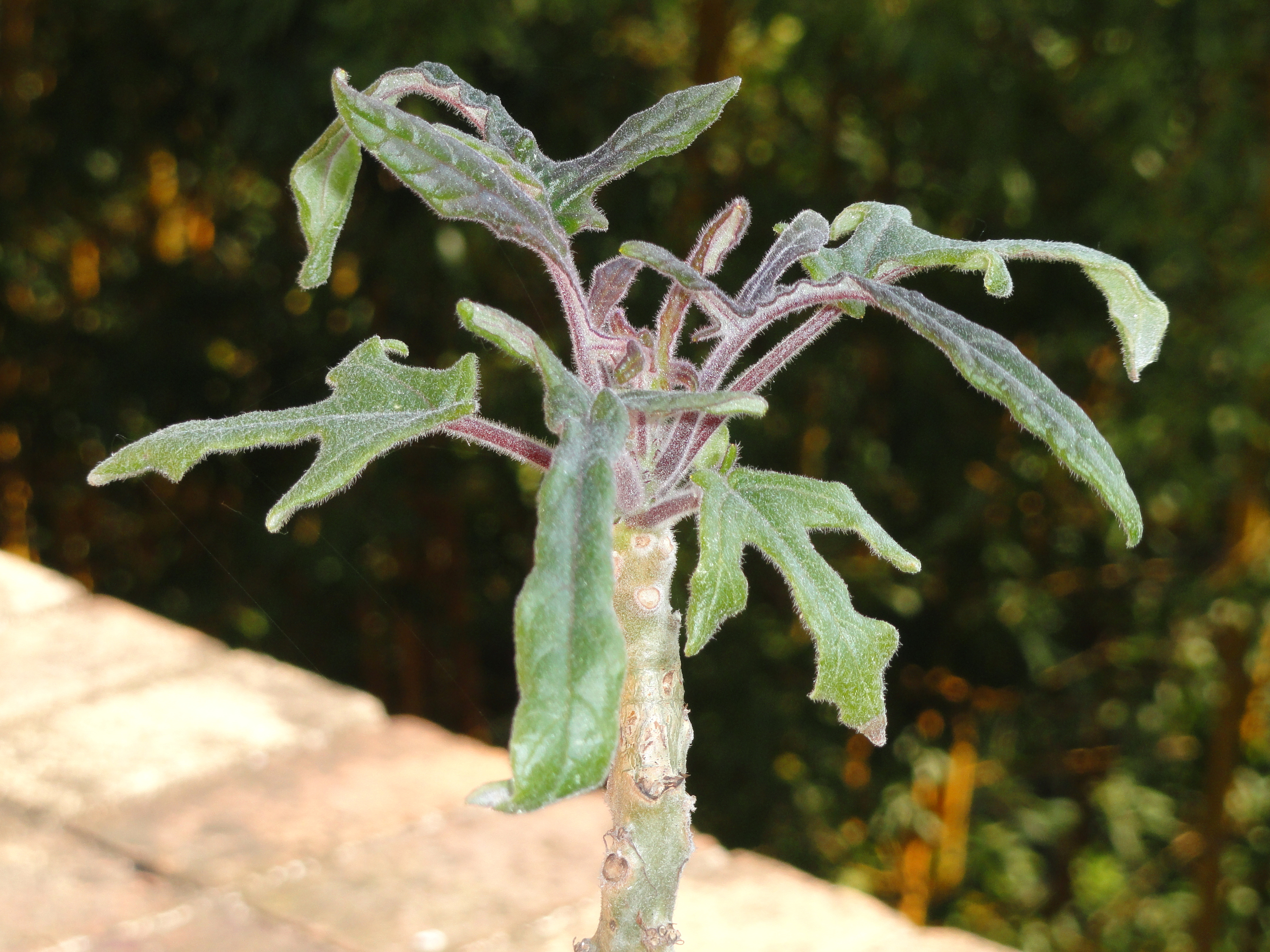
Uncarina roeoesliana

## Turismo
Por su proximidad al borde del mar, el jardín botánico del Valle Rahmeh es también un destino turístico. Abierto todos los días excepto el martes, acoge unos 15000 visitantes al año.
Se proponen visitas guiadas, con acompañamiento de los jardineros.
El edificio acoge a veces exposiciones de fotografías.